# Carter
Carterul este  o piesă atașată sau făcând corp comun cu blocul cilindrilor care are rolul de a susține și proteja organele ce preiau mișcarea de la bolțul pistonului, precum și baia de ulei. Cuvântul carter provine de la numele inventatorului său J. Harrison Carter, un mecanic englez (1816-1896), care a inventat acest dispozitiv pentru bicicletele englezești marca Sunbeam. 
Poate fi turnat din fontă sau aliaj de aluminiu. Carterul poate fi dintr-o bucată sau din mai multe părți diferind de la un tip de motor la altul. Are prevăzute locașuri pentru fixare la blocul cilindrilor și pentru fixarea cuzineților în comun cu restul blocului motor.

## Particularități constructive
Carterul servește pentru fixarea cilindrilor independenți (la motoarele răcite cu aer) sau a  blocului cilindrilor la motoarele răcite cu apă. O particularitate constructivă a carterului o constituie pereții transversali în care se sprijină lagărele de sprijin ale arborelui cotit. Carterul se separă în două părți printr-un plan (de obicei orizontal), normal la pereții transversali ai lagărelor.  Partea superioară, adiacentă blocului de cilindri se numește carterul superior sau bloc-carter, cealaltă parte se numește carterul inferior. Principala condiție  pe care trebuie s-o îndeplinească un carter este rigiditatea superioară deoarece preia toate forțele și momentele care iau naștere la funcționarea motorului: forțele de presiune, forțele de inerție neechilibrate, momentele lor și momentele forțelor de inerție care se echilibrează. Lagărele arborelui cotit sunt prevăzute în pereții transversali ai carterului și sunt constituite din două părți, separate printr-un plan care trece prin axa arborelui cotit și este normal la pereții transversali.

## Legături externe
- „carter” la DEX online